# 日本救急医学会近畿地方会
日本救急医学会近畿地方会（にほんきゅうきゅういがくかいきんきちほうかい、）は、近畿救急医学研究会として近畿地区の救急医療の普及、発展および研究に貢献することを目的として設立された任意団体（学術団体）。参加府県は、滋賀・京都・大阪・兵庫・奈良・和歌山。主たる事務所を大阪府立急性期・総合医療センター　救命救急センターに置いている。 

## 沿革
本研究会は現在の日本救急医学会の母体となった研究会であり、1973年2月24日大阪市森ノ宮において第1回が開催されて以来、近畿２府４県で活発な研究会活動を行い、2009年7月には第100回が開催された。

## 事業
- 日本救急医学会の地方会として学術集会の開催、機関誌・論文・図書・研究資料の刊行、日本国内外の関係団体との協力活動などを行う